# Crash (album de Charli XCX)
Pour les articles homonymes, voir Crash.
Albums de Charli XCX
How I'm Feeling Now
(2020) Brat
(2024)
Singles
1. Good Ones
Sortie : 2 septembre 2021
2. New Shapes
Sortie : 4 novembre 2021
3. Beg for You
Sortie : 27 janvier 2022
4. Baby
Sortie : 1er mars 2022
5. Used to Know Me
Sortie : 15 avril 2022

Crash (typographié CRASH) est le cinquième album studio de la chanteuse britannique Charli XCX, paru le 18 mars 2022 sous le label Atlantic Records. Cinq singles en sont extraits : Good Ones, New Shapes, Beg for You et Baby sont publiés entre septembre 2021 et mars 2022 avant la sortie de l'album, tandis que Used to Know Me paraît le 15 avril 2022.

## Genèse
Le précédent album de Charli XCX, intitulé How I'm Feeling Now, est enregistré chez elle en moins de six semaines durant la pandémie de Covid-19. L'album Crash marque la fin de la collaboration entre l'artiste et le label Atlantic Records. Pour sa sortie, la chanteuse souhaite « embrasser tout ce que la vie d'une star de la pop a à offrir au monde : la célébrité, l'obsession et les hits mondiaux ». XCX veut néanmoins un album concept qui met à mort l'image de ses débuts de carrière dans les années 2010. Elle veut faire de la « musique pop ultime » tout en incluant des allusions macabres sur la pochette de l'album afin de se détacher de son personnage. La chanteuse s'associe à plusieurs producteurs pour la réalisation de l'album, dont A. G. Cook. Charli XCX collabore par ailleurs avec les chanteuses Redcar et Caroline Polachek sur la chanson New Shapes et Rina Sawayama sur le titre Beg for You,.

## Caractéristiques artistiques

### Liste des titres
| 1.    | Crash           | Charlotte Aitchison, George Daniel, Alexander Guy Cook, Waylon Rector                                                                  | A. G. Cook                            | 2:09 |
| 2.    | New Shapes      | Aitchison, Redcar, Linus Wiklund, Noonie Bao, Deaton Chris Anthony, Polachek                                                           | A. G. Cook, Linus Wiklund             | 3:20 |
| 3.    | Good Ones       | Aitchison, Mattias Larsson, Robin Fredriksson, Oscar Holter, Bao, Caroline Ailin                                                       | Holter                                | 2:16 |
| 4.    | Constant Repeat | Aitchison, Bao, Wiklund | Linus Wiklund                         | 3:09 |
| 5.    | Beg for You     | Aitchison, Sawayama, Roland Spreckley, Nicholas Gale, Sorana, Alexander Soifer, Jonas von der Berg, Niklas von der Berg, Anoo Bhagavan | Digital Farm Animals                  | 2:48 |
| 6.    | Move Me         | Aitchison, Amy Allen, Jason Evigan, Ian Kirkpatrick                                                                                    | Kirkpatrick, Evigan                   | 2:27 |
| 7.    | Baby            | Aitchison, Jeremiah Raisen, Justin Raisen                                                                                              | Justin Raisen, SadPony                | 2:39 |
| 8.    | Lightning       | Aitchison, Rami Yacoub, Ilya Salmanzadeh, Madison Love                                                                                 | Ariel Rechtshaid                      | 3:57 |
| 9.    | Every Rule      | Aitchison, A. G. Cook | A. G. Cook, Daniel Lopatin, Matt Cohn | 3:03 |
| 10.   | Yuck            | Aitchison, Michael Joseph Wise, Elizabeth Lowell Boland, Megan Buelow, Nathan Ferraro                                                  | Wise                                  | 2:18 |
| 11.   | Used to Know Me | Aitchison, Bao, Dylan Brady, Wiklund, Fred McFarlane, Allen George                                                                     | Dopamine                              | 2:25 |
| 12.   | Twice           | Aitchison, Bao, Linus Wiklund | Linus Wiklund                         | 3:14 |
| 33:46 |                 | |                                       |      |

### Titre et pochette
La pochette de l'album montre Charli XCX en bikini, le visage ensanglanté, à genoux sur le capot d'une voiture et les mains posées sur le pare-brise fissuré. La photographie met en scène l'accident entre le véhicule et la chanteuse.

## Classements hebdomadaires
| Classement (2022)                  | Meilleure place |
| ---------------------------------- | --------------- |
| Allemagne (Media Control AG)       | 19              |
| Australie (ARIA)                   | 1               |
| Autriche (Ö3 Austria Top 40)       | 9               |
| Belgique (Flandre Ultratop)        | 11              |
| Belgique (Wallonie Ultratop)       | 19              |
| Canada (Canadian Albums Chart)     | 16              |
| Écosse (OCC)                       | 1               |
| Espagne (Promusicae)               | 12              |
| États-Unis (Billboard 200)         | 7               |
| Finlande (Suomen virallinen lista) | 29              |
| France (SNEP)                      | 53              |
| Irlande (Irish Albums Chart)       | 1               |
| Italie (FIMI)                      | 95              |
| Nouvelle-Zélande (RIANZ)           | 2               |
| Pays-Bas (Mega Album Top 100)      | 16              |
| Portugal (AFP)                     | 26              |
| Royaume-Uni (UK Albums Chart)      | 1               |
| Suisse (Schweizer Hitparade)       | 19              |